# Ye (альбом)
Ye (стилізовано малими літерами) — восьмий студійний альбом американського репера Каньє Веста, випущений 1 червня 2018 року на лейблах GOOD Music і Def Jam Recordings. Він був записаний лише за два тижні на ранчо Каньє Веста Лейк у Джексон Хоул, штат Вайомінг. Альбом містить вокал від PartyNextDoor, Ty Dolla Sign, Kid Cudi, Charlie Wilson, Jeremih та 070 Shake тощо. Вест влаштував вечірку для прослуховування Ye 31 травня 2018 року, яка транслювалася в прямому ефірі.
«Yikes» і «All Mine» були випущені як сингли влітку 2018 року на підтримку альбому. Обидва потрапили до топ-20 американського Billboard Hot 100, а альбом отримав загалом схвальні відгуки музичних критиків. Більшість із них проводили порівняння останнього з попередніми творами Веста, тоді як інші критики мали дещо змішані почуття до ліричного змісту. Кілька видань визнали його одним із найкращих альбомів 2018 року.
Ye є восьмим чарттопером поспіль в Billboard 200 для Каньє Веста, зрівнявши його з рекордом Емінема. Він також очолив чарти в Австралії, Канаді, Естонії, Ірландії та Новій Зеландії. Альбом увійшов до першої п'ятірки в Чехії, Данії, Ісландії, Нідерландах, Норвегії, Швеції та Великій Британії. Альбом був сертифікований платиновим Асоціацією звукозаписної індустрії Америки (RIAA) у Сполучених Штатах і золотим у Великобританії Британською фонографічною індустрією (BPI).

## Історія створення
24 лютого 2016 року Каньє Вест написав у Твіттері, що його восьмий студійний альбом буде випущений влітку під назвою Turbo Grafx 16, на честь однойменної ігрової консолі. 
У травні 2017 року почали з'являтися новини про те, що Каньє Вест працює над своїм новим альбомом «на вершині гори у Вайомінгу» на самоті. У квітні Вест зробив попередній перегляд альбому для радіоведучого Charlamagne tha God. Він оголосив про заплановану дату випуску альбому 1 червня 2018 року, 19 квітня, одночасно оголосивши, що він включатиме сім треків. У травні 2018 року Каньє повернувся до Вайомінгу для запису майбутніх альбомів, які пізніше назвали «Wyoming Sessions». Крім своїх власних альбомів, він також був продюсером для всіх альбомів інших виконавців. Репер Pusha T випустив свій третій студійний альбом Daytona 25 травня 2018 року. Каньє Вест випустив Ye 1 червня як другий альбом з «Wyoming Sessions». 8 червня 2018 року, через тиждень після релізу Ye, він випустив альбом спільний з Kid Cudi альбом Kids See Ghosts. 15 червня 2018 року американський репер Nas випустив свій одинадцятий студійний альбом Nasir, який став четвертим альбомом «Wyoming Sessions». Американська співачка Теяна Тейлор випустила свій другий студійний альбом K.T.S.E. 23 червня як п'ятий і останній альбом «Wyoming Sessions».

## Музичний стиль та лірика
Брендан Клінкенберг з Rolling Stone охарактеризував Ye як хіп-хоп альбом, хоча розглядав його як протилежність «лазерно-орієнтованого альбому». Для The Line of Best Fit Росс Хортон так само заявив, що Ye «просто звучить так, ніби це не було закінчено». Дуглас Грінвуд з NME написав, що альбому «не вистачає глибини My Beautiful Dark Twisted Fantasy і зухвалості 808s або Yeezus», назвавши звук «лаконічним і легким для сприйняття».
Ye розповідає про психічний Каньє Веста. Альбом містить згадки про психічне здоров’я репера, причому багато з них бачать, як він розгадує свій розум, і «Ghost Town» конкретно пов’язано з цією темою. В альбомі згадуються біполярний розлад Веста та суїцидальні думки.

## Реліз і промоушн
27 квітня 2018 року, після поїздки Каньє Веста до штату Вайомінг і анонсів наступного альбому, він оголосив про вихід пісні «Lift Yourself». Того ж дня трек був оприлюднений на веб-сайті Веста, на ньому Вест читав безглузді слова. Через дві години після пісні «Lift Yourself» Каньє представив трек під назвою «Ye vs. the People», у якій бере участь репер T.I.. Також ходили чутки, що «Ye vs. the People» буде випущено на альбомі. Пісня під назвою «Extacy» була частиною оригінального трек-листа для Ye як другий трек, але її пізніше було випущено під назвою «XTCY» 11 серпня 2018 року.
Ye був випущений для цифрового завантаження та стрімінгу по всьому світу 1 червня 2018 року на лейблах GOOD Music і Def Jam. Пізніше 20 липня 2018 року лейбли випустили альбом на компакт-диску у різних країнах. 8 червня стало відомо, що Ye планується випустити на вінілі влітку 2018 року, і одночасно були доступні попередні замовлення, тоді як реліз вінілу зрештою відбувся в різних країнах 27 липня 2018 року. Це стало першим офіційним вініловим релізом альбому Каньє Веста після його спільного альбому Watch the Throne з Jay-Z у 2011 році.
У ніч на 31 травня 2018 року в Джексон-Хоулі відбулася двогодинна вечірка для прослуховування Ye, на якій Каньє Вест записував пряму трансляцію вечірки. Він запросив на вечірку прослуховування різноманітних гостей, зокрема Ty Dolla Sign, Kid Cudi, Nas, Pusha T, Desiigner, 2 Chainz, Big Sean, Cyhi the Prince та інших. Члени персоналу Def Jam мобілізували та організували людей з різних куточків світу для вечірки, хоча кількість людей, які спочатку планувалося вилетіти на вечірку, становила 300, поки врешті-решт її не скоротили вдвічі. Незадовго до початку вечірки на місці прослуховування американський комік Кріс Рок оголосив назву альбому Ye.

### Сингли
Головний сингл «Yikes» вийшов 8 червня 2018 року та дебютував на 8 позиції в американському чарті Billboard Hot 100. Цей сингл став 16-м хітом Каньє Веста в топ-10, що дозволило йому поділити 6-те місце з Нікі Мінаж за найбільшою кількістю треків у найкращій десятці серед усіх реперів. Крім того, всі 7 пісень з альбому Ye відразу увійшли до топ-40 чарту Hot 100, у тому числі «All Mine» (дебютувала на №11 в Hot 100), «Ghost Town» (№16), «Wouldn't Leave» (№24), «Violent Crimes» (№27), «I Thought About Killing You» (№28) і «No Mistakes» (№36). У Великобританії «Yikes»дебютував на 10 місці в UK Singles Chart. 14 серпня 2019 року «Yikes» отримав платиновий сертифікат у США від Асоціації звукозаписної індустрії Америки (RIAA) за продаж 1 000 000 сертифікованих одиниць. Пізніше Британська фонографічна індустрія (BPI) присвоїла їй золотий сертифікат у Великобританії за 200 000 проданих одиниць.

## Назва та обкладинка

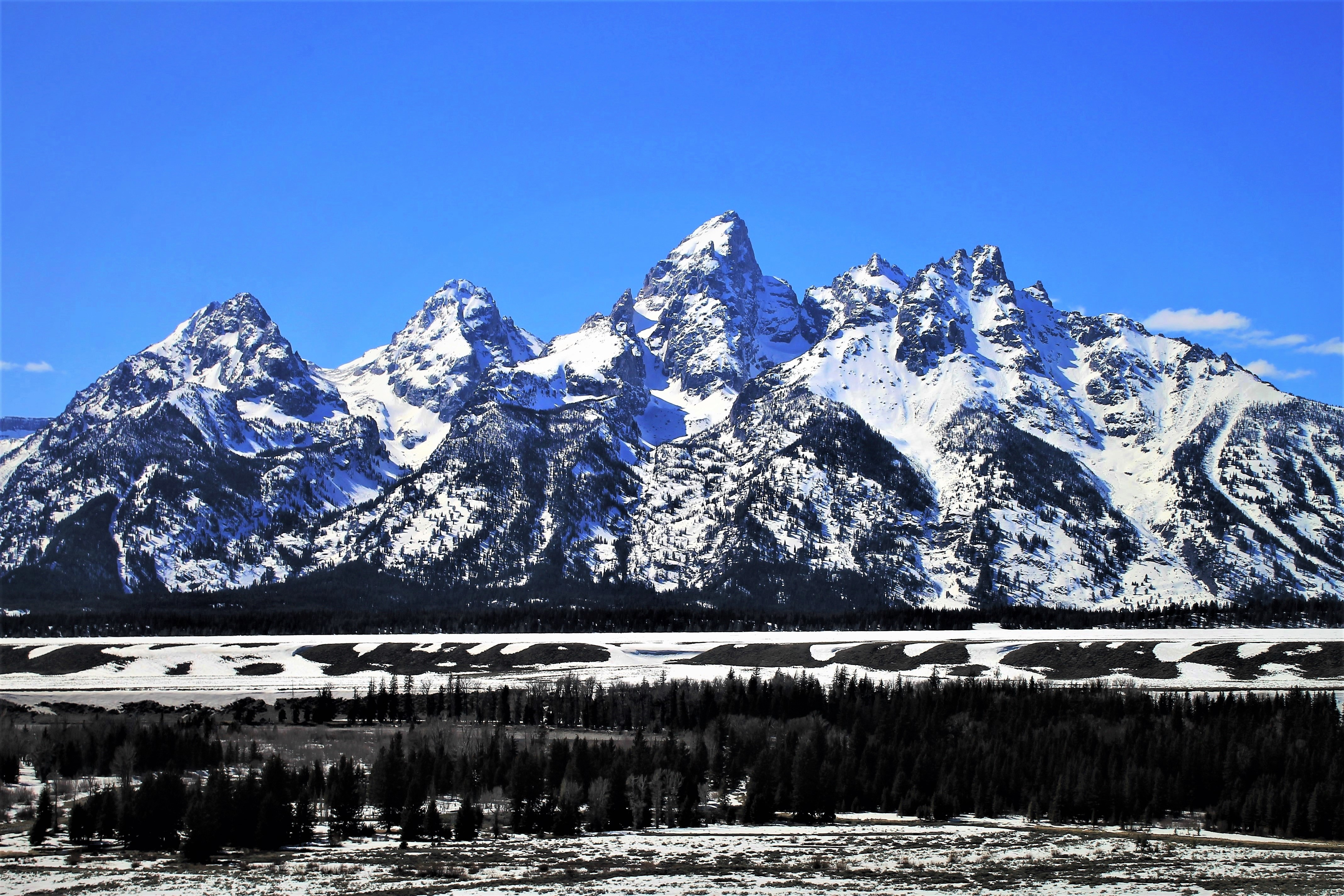
Вид на хребет Тітон з долини Джексон Хоул, схожий на вид, зображений на обкладинці.

Обкладинка Ye була сфотографована Каньє Вестом на його iPhone, коли вони йшли на вечірку для прослуховування 31 травня 2018 року, за години до виходу альбому. З нього відкривається вид на хребет Тітон з Джексон-Хоул, де був створений альбом. Текст на ілюстрації: «Я ненавиджу/бути біполярним/це чудово», який накреслено неоновим зеленим шрифтом над гірським хребтом. Додавши цю фразу до ілюстрації, Каньє Вест підтвердив свій біполярний розлад.
В інтерв’ю Big Boy під час вечірки для прослуховування альбому Каньє Вест пояснив назву, яка є зменшувальною формою його власного імені, яке зазвичай використовується в його піснях, заявивши: «Я вважаю, що «ye» є найбільш часто використовуваним словом у Біблії, а в Біблії це означає «ви». Отже, я — це ти, я — ми, це ми. Це пішло від Kanye, що означає «єдиний», до просто Ye — це просто відображення нашого хорошого, нашого поганого, нашого розгубленого, всього». У червні 2018 року Вест написав у Твіттері, що без свого его він є «Just Ye».
У жовтні 2022 року CNN посилаючисья на анонімні джерела, повідомляли, що Каньє Вест спочатку запропонував назвати альбом Hitler на честь нацистського диктатора, стверджуючи, що він демонстрував захоплення Гітлером і його приходом до влади. Через декілька років після виходу альбому Каньє Вест згодом викликав міжнародний осуд за публічні коментарі, які були антисемітськими та прогітлерівськими.

## Комерційний успіх
Ye дебютував під номером один у чарті Billboard 200 з 208 000 проданими одиницями за перший тиждень, з яких 85 000 були чистими продажами альбому, ставши п’ятим за кількістю продажів за тиждень для альбому в 2018 році. Альбом був восьмим поспіль чарттопером для Каньє Веста в Billboard 200 , що зрівнює його з серією альбомів Емінема з 2000 по 2018 рік і гурту The Beatles з 1965 по 1968 роки як одного з трьох виконавців, які мають вісім альбомів номер один підряд. Ye мав друге за величиною середнє потокове передавання на трек, отримавши 25,7 мільйонів прослуховувань. Загальна кількість трансляцій становить понад 180 мільйонів. У 2018 році він був визнаний 50-м і 30-м найпопулярнішим альбомом року в чартах Billboard 200 і Top R&B/Hip-Hop Albums відповідно. 30 вересня 2021 року Ye отримав платиновий сертифікат від RIAA за продаж 1 000 000 сертифікованих одиниць у США. 
Ye дебютував на другому місці в чарті альбомів Великобританії. 21 травня 2021 року він отримав золотий сертифікат у Великобританії за продаж 100 000 одиниць. Ye дебютував на вершині ARIA Charts, ставши другим альбомом для Каньє, який очолював чарти в Австралії. Альбом посів другу позицію в датському та норвезькому чартах альбомів. Ye також досяг третього місця в чартах Czech Albums, Icelandic Albums і Dutch Album Top 100. У шведському чарті альбомів він посів п’яте місце.

## Критика
Ye отримав змішані відгуки музичних критиків та інтернет-видань. У Metacritic, який присвоює нормалізований рейтинг із 100 рецензіям професійних видань, альбом отримав середню оцінку 64 на основі 34 рецензій. Агрегатор AnyDecentMusic? поставив йому 6,1 з 10 на основі їхньої оцінки критичного консенсусу. The Guardian зазначили: «Альбом сміливий, ризикований, бісить, переконливий і трохи стомлюючий: яскраве відображення його автора». The Daily Telegraph:« Цеальбом про стан душі Веста, його родину та розповідь про те, що відбувалося з ним минулого року. З ритмом і лірикою все гаразд, вони чудові.Що б ви не думали про його політику, його пісні, вони залишаються динамічними, дивовижними і бунтівними». The A.V. Club: «Вест все ще може створювати приголомшливі вибухи звуку нарівні з будь-ким на планеті, а найкращі моменти альбому — нагадують нам про це. Це альбом, що відображає всю роботу свого творця, а також все, що ви думаєте про нього».
Негативні відгуки дали Slant Magazine (там описали альбом як «суміш найслабших моментів з альбому The Life of Pablo», і що він «відчувається незавершеним, і перетворився на чернетку, щоб все зробити швидше»), Pitchfork («проблема з Ye полягає не в тому, що він був зроблений мудаком, що не розкаявся, а в тому, що він повністю і виснажливо нудний — і важко уявити, що це стосується до найнадійнішого новатора покоління»), Billboard («Важко ігнорувати музичний застій Веста, відомого своїм рухом уперед, але на цьому альбомі він залишається в минулому»), Consequence of Sound («на новому альбомі Вест закріплює свої старі навички, а не тестує нові»), Rolling Stone («дико нерівний альбом, зі спорадичними спалахами блиску та очікуванням чогось більшого»).

### Нагороди
Ye потрапив до списків найкращих альбомів 2018 року за версією багатьох видань. В опитуванні читачів Pitchfork: 50 найкращих альбомів 2018 року альбом посів 37 місце. Ye посідає четверте місце в опитуваннях веб-сайту як найбільш недооцінений і найбільш переоцінений альбом року відповідно. Видання Rolling Stone назвало Ye 30-м найкращим хіп-хоп-альбомом 2018 року, незважаючи на те, що співробітники вважали його найгіршим альбомом Веста, написавши, що «Вест, у своїй найгіршій формі, все ще створює більш захоплюючу музику, ніж майже будь-хто інший», і співробітники деталізував, назвавши альбом «щільним і, часом, блискучим музичним твором». Однак у лютому 2023 року Rolling Stone поставив альбом на перше місце у своєму списку 50 справді жахливих альбомів блискучих артистів, написавши, що «хаотичний, недороблений альбом» «знаменує початок найбільш катастрофічного художнього та особистого краху в історія популярної музики». У серпні 2022 року Complex назвав Ye найгіршим альбомом у дискографії Каньє на той момент.
25 квітня 2018 року Каньє Вест написав у Twitter: «Я перетворюю «Grammys» на «Yammys», пророкуючи собі успіх на церемонії вручення премії «Греммі» у 2019 році. Робота Веста над Ye та іншими проектами принесла йому номінацію на продюсера року на церемонії. Однак цей альбом став першим альбомом Веста, який не був номінований на «Найкращий реп-альбом» на «Греммі», оскільки відсутність номінації розглядалося багатьма публікаціями як зневага. На угорській музичній премії Fonogram 2019 альбом був номінований як найкращий іноземний реп чи хіп-хоп альбом року.

## Список композицій
| #     | Назва                                      | Автор | Продюсер(и)                                                                              | Тривалість |
| ----- | ------------------------------------------ | --- | ---------------------------------------------------------------------------------------- | ---------- |
| 1.    | «I Thought About Killing You»              | Kanye West Mike Dean Francis Farewell Starlite Benjamin Levin Cydel Young Dexter Mills Malik Yusef Richard Cowie Joseph Adenuga Olaitan Kenneth Preshon Terrence Boykin | Kanye West Francis and the Lights Benny Blanco Mike Dean [b] Andy C [b] Aaron Lammer [b] | 4:34       |
| 2.    | «Yikes»                                    | West Dean James Mbarack Achieng Ayub Ogada Aubrey Graham Young Mills Danielle Balbuena Jordan Jenks Asten Harris Yusef Preshon Boykin Jordan Thorpe                     | Kanye West Dean [a] Pi'erre Bourne [b] Apex Martin [b]                                   | 3:08       |
| 3.    | «All Mine»                                 | West Dean Starlite Young Mills Jeremih Felton Balbuena Ant Clemons Uforo Ebong Tyrone Griffin, Jr. Yusef Preshon Boykin Thorpe                                          | Kanye West Dean [a] Francis and the Lights [b] Scott Carter [b]                          | 2:25       |
| 4.    | «Wouldn't Leave» (за участю PartyNextDoor) | West Dean Reverend W.A. Donaldson Griffin, Jr. Justin Vernon Jahron Brathwaite Starlite Yusef Noah Goldstein Felton Preshon Boykin Thorpe                               | Kanye West Ty Dolla Sign [a] Dean [b] Goldstein [b]                                      | 3:25       |
| 5.    | «No Mistakes»                              | West Dean Edwin Hawkins Ricky Walters Che Pope Young Yusef Preshon Boykin                                                                                               | Kanye West Pope [a] Caroline Shaw [a] Dean [b] Eric Danchick [b]                         | 2:03       |
| 6.    | «Ghost Town» (за участю PartyNextDoor)     | West Dean Trade Martin Shirley Ann Lee Brathwaite Young Mills Balbuena Starlite Yusef Carole Bayer Sager Helen Jayne Culver Goldstein Preshon Boykin Thorpe             | Kanye West Dean [a] Francis and the Lights [b] Benny Blanco [b] Goldstein [b]            | 4:31       |
| 7.    | «Violent Crimes»                           | West Balbuena Dean Kevin Parker James Ireland [ 79 ] Griffin, Jr. Yusef 7 Aurelius Irving Lorenzo Thorpe                                                                | Kanye West Irv Gotti 7 Aurelius                                                          | 3:35       |
| 23:41 |                                            | |                                                                                          |            |

Notes
- ↑  означає співпродюсера
- ↑  означає додаткового продюсера

## Чарти
| Чарт (2018)                                          | Пікова позиція |
| ---------------------------------------------------- | -------------- |
| Австралія Australian Albums (ARIA)                   | 1              |
| Австралія Australian Urban Albums (ARIA)             | 1              |
| Австрія Austrian Albums (Ö3 Austria)                 | 12             |
| Бельгія Belgian Albums (Ultratop Flanders)           | 6              |
| Бельгія Belgian Albums (Ultratop Wallonia)           | 18             |
| Канада Canadian Albums (Billboard)                   | 1              |
| Чехія Czech Albums (ČNS IFPI)                        | 3              |
| Данія Danish Albums (Hitlisten)                      | 2              |
| Нідерланди Dutch Albums (MegaCharts)                 | 3              |
| Естонія Estonia (Eesti Tipp-40)                      | 1              |
| Фінляндія Finnish Albums (Suomen virallinen lista)   | 10             |
| Франція French Albums (SNEP)                         | 19             |
| Німеччина German Albums (Offizielle Top 100)         | 25             |
| Німеччина German Albums (Top 20 Hip Hop)             | 6              |
| Ісландія Icelandic Albums (Plötutíðindi)             | 3              |
| Ірландія Irish Albums (IRMA)                         | 1              |
| Італія Italian Albums (FIMI)                         | 18             |
| Японія Japan Hot Albums (Billboard Japan)            | 47             |
| Литва Lithuanian Albums (AGATA)                      | 33             |
| Нова Зеландія New Zealand Albums (Recorded Music NZ) | 1              |
| Норвегія Norwegian Albums (VG-lista)                 | 2              |
| Португалія Portuguese Albums (AFP)                   | 43             |
| Шотландія Scottish Albums (OCC)                      | 13             |
| Іспанія Spanish Albums (PROMUSICAE)                  | 59             |
| Швеція Swedish Albums (Sverigetopplistan)            | 5              |
| Швейцарія Swiss Albums (Schweizer Hitparade)         | 7              |
| Велика Британія UK Albums (OCC)                      | 2              |
| Велика Британія UK R&B Albums (OCC)                  | 1              |
| США Billboard 200                                    | 1              |
| США Top R&B/Hip-Hop Albums (Billboard)               | 1              |

| Чарт (2018)                                | Позиція |
| ------------------------------------------ | ------- |
| Австралія Australian Albums (ARIA)         | 58      |
| Бельгія Belgian Albums (Ultratop Flanders) | 118     |
| Канада Canadian Albums (Billboard)         | 47      |
| Данія Danish Albums (Hitlisten)            | 91      |
| Естонія Estonian Albums (Eesti Tipp-100)   | 52      |
| Ісландія Icelandic Albums (Plötutíóindi)   | 31      |
| Нова Зеландія New Zealand Albums (RMNZ)    | 41      |
| США Billboard 200                          | 50      |
| США Top R&B/Hip-Hop Albums (Billboard)     | 30      |

| Чарт (2019)                              | Позиція |
| ---------------------------------------- | ------- |
| Австралія Australian Urban Albums (ARIA) | 52      |

## Сертифікації
| Регіон                                                      | Сертифікація | Продажі   |
| ----------------------------------------------------------- | ------------ | --------- |
| Данія (IFPI Denmark)                                        | Золотий      | 10 000    |
| Велика Британія (BPI)                                       | Золотий      | 100 000   |
| США (RIAA)                                                  | Платиновий   | 1 000 000 |
| продажі+прослуховування, що базуються лише на сертифікаціях |              |           |